# Кавалеры ордена Святого Георгия III класса М
Кавалеры ордена Святого Георгия III класса на букву «М»
Список составлен по алфавиту персоналий. Приводятся фамилия, имя, отчество; звание на момент награждения; номер по спискам Григоровича — Степанова и Судравского; дата награждения. Лица, чьи имена точно идентифицировать не удалось, не викифицируются.
- Мадатов, Валериан Григорьевич, полковник, № 271, 22 февраля 1813
- Майдель, Егор Иванович, генерал-майор, № 502, 8 июля 1856
- Макаров, Пётр Степанович, генерал-майор, № 342, 29 октября 1813
- Малиновский, Сильвестр Сигизмундович, генерал-майор, № 411, 30 января 1829
- Малютин, Пётр Фёдорович, генерал-лейтенант, № 179, 20 мая 1808
- Мандерштерн, Карл Егорович, генерал-лейтенант, № 432, 22 августа 1831
- Мантейфель, Иван Васильевич, генерал-майор, № 185, 20 мая 1808
- Мантейфель, Эдвин Карл Рохус фон, генерал от кавалерии прусской службы, № 519, 27 декабря 1870
- Манфреди, Иосиф Игнатьевич, инженер-генерал-майор, № 376, 9 августа 1814
- Марков, Евгений Иванович; генерал-майор; № 148; 8 апреля 1807
- Мартынов, Андрей Дмитриевич, генерал-лейтенант, № 282, 25 марта 1813
- Мартынов, Николай Петрович, генерал-майор, № 452, 18 октября 1831
- Масальский, Николай Фёдорович, генерал-лейтенант, № 550, 29 ноября 1877
- Мейендорф, Казимир Иванович, генерал-майор, № 61, 14 апреля 1789
- Мекноб, Фёдор Иванович, секунд-майор, № 26, 4 декабря 1770
- Мелиссино, Пётр Иванович, генерал-майор, № 16, 27 августа 1770
- Меншиков, Александр Сергеевич, контр-адмирал, № 404, 15 июня 1814
- Мерлин, Павел Иванович, генерал-майор, № 305, 3 июня 1813
- Мехмандаров, Самет-Бек Садык-Бек, генерал-лейтенант, 20 января 1915
- Микрюков, Виктор Матвеевич, капитан 1-го ранга, № 496, 16 ноября 1855
- Милан IV Обренович, князь сербский, № 571, 3 июня 1878
- Милорадович, Андрей Степанович, генерал-майор, № 44, 10 июля 1775
- Милорадович, Михаил Андреевич, генерал-лейтенант, № 124, 12 января 1806
- Михельсон, Давид, подполковник, № 30, 5 июля 1771
- Михельсон, Иван Иванович, полковник, № 43, 12 февраля 1775
- Мишо, Людвиг Францевич, генерал-майор, № 289, 26 апреля 1813
- Мольский, Виталий Константинович, генерал-майор, № 577, 30 ноября 1879
- Морков, Евгений Иванович, генерал-майор, № 148, 8 апреля 1807
- Морков, Ираклий Иванович, бригадир, № 83, 25 марта 1791
- Мрозовский, Иосиф Иванович, генерал от артиллерии, 27 сентября 1914
- Муравьёв, Александр Захарович, генерал-майор, № 416, 5 октября 1829
- Муравьёв-Карсский, Николай Николаевич, генерал-майор, № 410, 1 января 1829
- Муромцев, Матвей Васильевич, генерал-майор, № 51, 26 ноября 1775
- Мусин-Пушкин, Валентин Платонович, генерал-майор, № 23, 1 ноября 1770
- Мюффлинг, Карл фон; генерал-майор прусской службы, № 389, 25 января 1817